# Saint-Gelais
 Saint-Gelais  es una población y comuna francesa, situada en la región de Poitou-Charentes, departamento de Deux-Sèvres, en el distrito de Niort y cantón de Niort-Nord.

## Demografía
| 652                       | 609 | 641 | 661 | 772 | 709 | 796 | 879 | 833 | 852 | 876 | 822 | 829 | 936 | 885 | 852 | 791 | 741 | 740 | 762 | 751 | 767 | 711 | 698 | 728 | 741 | 722 | 750 | 1 001 | 1 221 | 1 400 | 1 456 | 1 649 |
| (Fuente: INSEE y Cassini) |     |     |     |     |     |     |     |     |     |     |     |     |     |     |     |     |     |     |     |     |     |     |     |     |     |     |     |       |       |       |       |       |